# Olympische Winterspiele 1994/Ski Nordisch
Bei den XVII. Olympischen Winterspielen 1994 in Lillehammer fanden 15 Wettbewerbe im nordischen Skisport statt. Austragungsorte waren das Birkebeineren-Skistadion und Umgebung (Skilanglauf) sowie der Lysgårdsbakken (Skispringen).
Erfolgreich war bei den Langläufern v. a. wieder der Norweger Bjørn Dæhlie, der zwei Einzelgoldmedaillen und gemeinsam mit seiner Staffel eine Silbermedaille gewann. Bei den Frauen teilten sich die Russin Ljubow Jegorowa und die Italienerin Manuela Di Centa die Siege in den Einzelstrecken mit je zwei Goldmedaillen. Jegorowa gewann darüber hinaus Gold in der Staffel, Di Centa holte mit ihrem Team Bronze. Auch bei den Skispringern gab es zwei herausragende Springer, besonders den Norweger Espen Bredesen, der Gold und Silber in den beiden Einzelkonkurrenzen gewann. Jens Weißflog errang den Sieg auf der Großschanze und sein zweites Gold zusammen mit seinem deutschen Team im Mannschaftswettbewerb. In der Nordischen Kombination war es mit Fred Børre Lundberg wiederum ein Norweger, der herausragte. Er gewann den Einzelwettbewerb und holte Silber in der Teamkonkurrenz.

## Bilanz

### Medaillenspiegel
| Platz | Land        | Gold | Silber | Bronze | Gesamt |
| ----- | ----------- | ---- | ------ | ------ | ------ |
| 1     | Norwegen    | 5    | 7      | 2      | 14     |
| 2     | Italien     | 3    | 2      | 4      | 9      |
| 3     | Russland    | 3    | 1      | 1      | 5      |
| 4     | Deutschland | 2    | –      | 1      | 3      |
| 5     | Japan       | 1    | 2      | –      | 3      |
| 5     | Kasachstan  | 1    | 2      | –      | 3      |
| 7     | Finnland    | –    | 1      | 4      | 5      |
| 8     | Österreich  | –    | –      | 2      | 2      |
| 9     | Schweiz     | –    | –      | 1      | 1      |

### Medaillengewinner
| Konkurrenz        | Gold                                                               | Silber                                                        | Bronze                                                       |
| ----------------- | ------------------------------------------------------------------ | ------------------------------------------------------------- | ------------------------------------------------------------ |
| 10 km klassisch   | Bjørn Dæhlie                                                       | Wladimir Smirnow                                              | Marco Albarello                                              |
| 15 km Verfolgung  | Bjørn Dæhlie                                                       | Wladimir Smirnow                                              | Silvio Fauner                                                |
| 30 km Freistil    | Thomas Alsgaard                                                    | Bjørn Dæhlie                                                  | Mika Myllylä                                                 |
| 50 km klassisch   | Wladimir Smirnow                                                   | Mika Myllylä                                                  | Sture Sivertsen                                              |
| 4 × 10 km Staffel | Marco Albarello, Maurilio De Zolt, Silvio Fauner, Giorgio Vanzetta | Thomas Alsgaard, Bjørn Dæhlie, Sture Sivertsen, Vegard Ulvang | Jari Isometsä, Harri Kirvesniemi, Mika Myllylä, Jari Räsänen |

| Konkurrenz       | Gold                                                            | Silber                                                          | Bronze                                                                |
| ---------------- | --------------------------------------------------------------- | --------------------------------------------------------------- | --------------------------------------------------------------------- |
| 5 km klassisch   | Ljubow Jegorowa                                                 | Manuela Di Centa                                                | Marja-Liisa Kirvesniemi                                               |
| 10 km Verfolgung | Ljubow Jegorowa                                                 | Manuela Di Centa                                                | Stefania Belmondo                                                     |
| 15 km Freistil   | Manuela Di Centa                                                | Ljubow Jegorowa                                                 | Nina Gawriljuk                                                        |
| 30 km klassisch  | Manuela Di Centa                                                | Marit Wold                                                      | Marja-Liisa Kirvesniemi                                               |
| 4 × 5 km Staffel | Nina Gawriljuk, Ljubow Jegorowa, Larissa Lasutina, Jelena Välbe | Trude Dybendahl, Anita Moen, Elin Nilsen, Inger Helene Nybråten | Stefania Belmondo, Manuela Di Centa, Gabriella Paruzzi, Bice Vanzetta |

| Konkurrenz    | Gold                                                          | Silber                                                           | Bronze                                                               |
| ------------- | ------------------------------------------------------------- | ---------------------------------------------------------------- | -------------------------------------------------------------------- |
| Normalschanze | Espen Bredesen                                                | Lasse Ottesen                                                    | Dieter Thoma                                                         |
| Großschanze   | Jens Weißflog                                                 | Espen Bredesen                                                   | Andreas Goldberger                                                   |
| Mannschaft    | Christof Duffner, Hansjörg Jäkle, Dieter Thoma, Jens Weißflog | Masahiko Harada, Noriaki Kasai, Jin’ya Nishikata, Takanobu Okabe | Andreas Goldberger, Stefan Horngacher, Heinz Kuttin, Christian Moser |

| Konkurrenz | Gold                                      | Silber                                                   | Bronze                                            |
| ---------- | ----------------------------------------- | -------------------------------------------------------- | ------------------------------------------------- |
| Einzel     | Fred Børre Lundberg                       | Takanori Kōno                                            | Bjarte Engen Vik                                  |
| Mannschaft | Masashi Abe, Takanori Kōno, Kenji Ogiwara | Knut Tore Apeland, Fred Børre Lundberg, Bjarte Engen Vik | Jean-Yves Cuendet, Hippolyt Kempf, Andreas Schaad |

## Langlauf Männer

### 10 km klassisch
| Platz | Land | Sportler           | Zeit (min) |
| ----- | ---- | ------------------ | ---------- |
| 1     | NOR  | Bjørn Dæhlie       | 24:20,1    |
| 2     | KAZ  | Wladimir Smirnow   | 24:38,3    |
| 3     | ITA  | Marco Albarello    | 24:42,3    |
| 4     | RUS  | Michail Botwinow   | 24:58,9    |
| 5     | NOR  | Sture Sivertsen    | 24:59,7    |
| 6     | FIN  | Mika Myllylä       | 25:05,3    |
| 7     | NOR  | Vegard Ulvang      | 25:08,0    |
| 8     | ITA  | Silvio Fauner      | 25:08,1    |
| 9     | FIN  | Harri Kirvesniemi  | 25:13,2    |
| 10    | AUT  | Alois Stadlober    | 25:25,4    |
| 11    | GER  | Jochen Behle       | 25:29,4    |
|       |      |                    |            |
| 17    | GER  | Johann Mühlegg     | 25:50,6    |
| 21    | SUI  | Jeremias Wigger    | 25:55,4    |
| 32    | GER  | Torald Rein        | 26:38,7    |
| 46    | SUI  | Hans Diethelm      | 27:03,1    |
| 48    | SUI  | Giachem Guidon     | 27:09,1    |
| 55    | LIE  | Markus Hasler      | 27:17,1    |
| 60    | SUI  | Wilhelm Aschwanden | 27:27,2    |
| 61    | GER  | Janko Neuber       | 27:27,4    |

Datum: 17. Februar, 10:30 Uhr 

Höhenunterschied: 107,5 m; Maximalanstieg: 66 m; Totalanstieg: 413 m 

88 Teilnehmer aus 33 Ländern, alle in der Wertung.

### 15 km Verfolgung Freistil
| Platz | Land | Sportler           | Zeit (h)  |
| ----- | ---- | ------------------ | --------- |
| 1     | NOR  | Bjørn Dæhlie       | 1:00:08,8 |
| 2     | KAZ  | Wladimir Smirnow   | 1:00:38,8 |
| 3     | ITA  | Silvio Fauner      | 1:01:48,8 |
| 4     | FIN  | Mika Myllylä       | 1:01:55,9 |
| 5     | RUS  | Michail Botwinow   | 1:01:57,8 |
| 6     | FIN  | Jari Räsänen       | 1:02:03,7 |
| 7     | NOR  | Sture Sivertsen    | 1:02:09,7 |
| 8     | GER  | Johann Mühlegg     | 1:02:31,2 |
| 9     | GER  | Giorgio Vanzetta   | 1:02:31,6 |
| 10    | ITA  | Marco Albarello    | 1:02:34,1 |
| 11    | AUT  | Alois Stadlober    | 1:02:57,1 |
|       |      |                    |           |
| 13    | SUI  | Jeremias Wigger    | 1:03:07,9 |
| 14    | GER  | Jochen Behle       | 1:03:32,1 |
| 30    | SUI  | Hans Diethelm      | 1:05:32,4 |
| 35    | GER  | Janko Neuber       | 1:05:39,6 |
| 38    | GER  | Torald Rein        | 1:06:02,3 |
| 39    | LIE  | Markus Hasler      | 1:06:05,4 |
| 56    | SUI  | Wilhelm Aschwanden | 1:08:17,4 |

Datum: 19. Februar, 12:30 Uhr 

Höhenunterschied: 68 m; Maximalanstieg: 51 m; Totalanstieg: 630 m 

76 Teilnehmer aus 31 Ländern, davon 74 in der Wertung.
Der Wettbewerb bestand aus zwei Teilen. Gewertet wurde zunächst der 10-km-Lauf im klassischen Stil. Zwei Tage später liefen die Teilnehmer 15 km im freien Stil, wobei der Start in umgekehrter Reihenfolge gemäß den Platzierungen und Abständen des 10-km-Rennens erfolgte.

### 30 km Freistil
| Platz | Land | Sportler              | Zeit (h)  |
| ----- | ---- | --------------------- | --------- |
| 1     | NOR  | Thomas Alsgaard       | 1:12:26,4 |
| 2     | NOR  | Bjørn Dæhlie          | 1:13:13,6 |
| 3     | FIN  | Mika Myllylä          | 1:14:14,5 |
| 4     | RUS  | Michail Botwinow      | 1:14:43,3 |
| 5     | ITA  | Maurilio De Zolt      | 1:14:55,5 |
| 6     | FIN  | Jari Isometsä         | 1:15:12,5 |
| 7     | ITA  | Silvio Fauner         | 1:15:27,7 |
| 8     | NOR  | Egil Kristiansen      | 1:15:37,7 |
| 9     | GER  | Johann Mühlegg        | 1:15:42,8 |
| 10    | KAZ  | Wladimir Smirnow      | 1:16:01,8 |
|       |      |                       |           |
| 21    | LIE  | Markus Hasler         | 1:18:18,7 |
| 33    | GER  | Janko Neuber          | 1:19:57,5 |
| 35    | GER  | Peter Schlickenrieder | 1:20:08,8 |
| 46    | SUI  | Giachem Guidon        | 1:22:21,0 |
| 49    | SUI  | Jürg Capol            | 1:22:59,9 |
| 55    | LIE  | Stephan Kunz          | 1:24:00,0 |

Datum: 14. Februar, 10:30 Uhr 

Höhenunterschied: 166 m; Maximalanstieg: 65 m; Totalanstieg: 1136 m 

74 Teilnehmer aus 28 Ländern, davon 71 in der Wertung.

### 50 km klassisch
| Platz | Land | Sportler              | Zeit (h)  |
| ----- | ---- | --------------------- | --------- |
| 1     | KAZ  | Wladimir Smirnow      | 2:07:20,3 |
| 2     | FIN  | Mika Myllylä          | 2:08:41,9 |
| 3     | NOR  | Sture Sivertsen       | 2:08:49,0 |
| 4     | NOR  | Bjørn Dæhlie          | 2:09:11,4 |
| 5     | NOR  | Erling Jevne          | 2:09:12,2 |
| 6     | SWE  | Christer Majbäck      | 2:10:03,8 |
| 7     | ITA  | Maurilio De Zolt      | 2:10:12,1 |
| 8     | ITA  | Giorgio Vanzetta      | 2:10:16,4 |
| 9     | RUS  | Michail Botwinow      | 2:10:18,9 |
| 10    | NOR  | Vegard Ulvang         | 2:10:40,0 |
|       |      |                       |           |
| 15    | AUT  | Vegard Ulvang         | 2:13:13,5 |
| 15    | SUI  | Jeremias Wigger       | 2:13:40,2 |
| 30    | LIE  | Markus Hasler         | 2:18:40,1 |
| 38    | LIE  | Stephan Kunz          | 2:20:38,1 |
| 41    | SUI  | Hans Diethelm         | 2:21:01,8 |
| 44    | SUI  | Jürg Capol            | 2:21:48,3 |
| 56    | GER  | Peter Schlickenrieder | 2:25:22,4 |

Datum: 14. Februar, 10:30 Uhr 

Höhenunterschied: 166 m; Maximalanstieg: 65 m; Totalanstieg: 1787 m 

66 Teilnehmer aus 25 Ländern, davon 61 in der Wertung. Aufgegeben u. a.: Jochen Behle, Janko Neuber (beide GER), Giachem Guidon (SUI).

### 4 × 10 km Staffel
| Platz | Land | Sportler                                                           | Zeit (h)  |
| ----- | ---- | ------------------------------------------------------------------ | --------- |
| 1     | ITA  | Maurilio De Zolt Marco Albarello Giorgio Vanzetta Silvio Fauner    | 1:41:15,0 |
| 2     | NOR  | Sture Sivertsen Vegard Ulvang Thomas Alsgaard Bjørn Dæhlie         | 1:41:15,4 |
| 3     | FIN  | Mika Myllylä Harri Kirvesniemi Jari Räsänen Jari Isometsä          | 1:42:15,6 |
| 4     | GER  | Torald Rein Jochen Behle Peter Schlickenrieder Johann Mühlegg      | 1:44:26,7 |
| 5     | RUS  | Andrei Kirillow Alexei Prokurorow Gennadi Lasutin Michail Botwinow | 1:44:29,2 |
| 6     | SWE  | Jan Ottosson Christer Majbäck Anders Bergström Henrik Forsberg     | 1:45:22,7 |
| 7     | SUI  | Jeremias Wigger Hans Diethelm Jürg Capol Giachem Guidon            | 1:47:12,2 |
| 8     | CZE  | Luboš Buchta Václav Korunka Jiří Teplý Pavel Benc                  | 1:47:12,6 |

Datum: 22. Februar, 10:30 Uhr 

Höhenunterschied: 66 m (Loipe A), 68 m (Loipe B)

Maximalanstieg: 45 m (Loipe A), 51 m (Loipe B) 

Totalanstieg: 419 m (Loipe A), 398 m (Loipe B) 

14 Staffeln am Start, alle in der Wertung.
Jeweils die ersten beiden Läufer absolvierten ihr Teilstück im klassischen Stil (Loipe A), die beiden anderen jeweils im freien Stil (Loipe B). Das norwegische Langlaufteam mit Superstar Bjørn Dæhlie war bei den „Heimspielen“ in Lillehammer zwar äußerst erfolgreich, doch ausgerechnet im prestigeträchtigen Staffelrennen mussten sich die hochfavorisierten Norweger jedoch der italienischen Mannschaft geschlagen geben. Silvio Fauner besiegte Dæhlie im Sprint knapp auf den letzten Metern.

## Langlauf Frauen

### 5 km klassisch
| Platz | Land | Sportlerin              | Zeit (min) |
| ----- | ---- | ----------------------- | ---------- |
| 1     | RUS  | Ljubow Jegorowa         | 14:08,8    |
| 2     | ITA  | Manuela Di Centa        | 14:28,3    |
| 3     | FIN  | Marja-Liisa Kirvesniemi | 14:36,0    |
| 4     | NOR  | Anita Moen              | 14:39,4    |
| 5     | NOR  | Inger Helene Nybråten   | 14:43,6    |
| 6     | RUS  | Larissa Lasutina        | 14:44,2    |
| 7     | NOR  | Trude Dybendahl         | 14:48,1    |
| 8     | CZE  | Kateřina Neumannová     | 14:49,6    |
| 9     | FIN  | Pirkko Määttä           | 14:51,5    |
| 10    | SWE  | Antonina Ordina         | 14:59,2    |
|       |      |                         |            |
| 20    | SUI  | Sylvia Honegger         | 15:21,7    |
| 37    | SUI  | Barbara Mettler         | 15:59,6    |
| 42    | SUI  | Silke Schwager          | 16:11,2    |
| 60    | SUI  | Jasmin Baumann          | 17:00,3    |

Datum: 15. Februar, 10:30 Uhr 

Höhenunterschied: 66 m; Maximalanstieg: 45 m; Totalanstieg: 199 m 

62 Teilnehmerinnen aus 19 Ländern, davon 61 in der Wertung.

### 10 km Verfolgung Freistil
| Platz | Land | Sportlerin          | Zeit (min) |
| ----- | ---- | ------------------- | ---------- |
| 1     | RUS  | Ljubow Jegorowa     | 41:38,1    |
| 2     | ITA  | Manuela Di Centa    | 41:46,4    |
| 3     | ITA  | Stefania Belmondo   | 42:21,1    |
| 4     | RUS  | Larissa Lasutina    | 42:36,6    |
| 5     | RUS  | Nina Gawriljuk      | 42:36,9    |
| 6     | CZE  | Kateřina Neumannová | 42:49,8    |
| 7     | NOR  | Trude Dybendahl     | 42:50,2    |
| 8     | NOR  | Anita Moen          | 43:21,2    |
| 9     | SWE  | Antonina Ordina     | 43:31,7    |
| 10    | FRA  | Sophie Villeneuve   | 43:37,7    |
| 11    | SUI  | Sylvia Honegger     | 43:39,6    |
|       |      |                     |            |
| 23    | SUI  | Barbara Mettler     | 45:16,9    |
| 39    | SUI  | Silke Schwager      | 47:18,3    |
| 51    | SUI  | Jasmin Baumann      | 49:09,5    |

Datum: 17. Februar, 12:30 Uhr 

Höhenunterschied: 68 m; Maximalanstieg: 51 m; Totalanstieg: 420 m 

55 Teilnehmerinnen aus 17 Ländern, davon 53 in der Wertung.
Der Wettbewerb bestand aus zwei Teilen. Gewertet wurde zunächst der 5-km-Lauf im klassischen Stil. Zwei Tage später liefen die Teilnehmerinnen 10 km im freien Stil, wobei der Start in umgekehrter Reihenfolge gemäß den Platzierungen und Abständen des 5-km-Rennens erfolgte.

### 15 km Freistil
| Platz | Land | Sportlerin           | Zeit (min) |
| ----- | ---- | -------------------- | ---------- |
| 1     | ITA  | Manuela Di Centa     | 39:44,5    |
| 2     | RUS  | Ljubow Jegorowa      | 41:03,0    |
| 3     | RUS  | Nina Gawriljuk       | 41:10,4    |
| 4     | ITA  | Stefania Belmondo    | 41:33,6    |
| 5     | RUS  | Larissa Lasutina     | 41:57,6    |
| 6     | RUS  | Jelena Välbe         | 42:26,6    |
| 7     | SWE  | Antonina Ordina      | 42:29,1    |
| 8     | SVK  | Alžbeta Havrančíková | 42:34,4    |
| 9     | FRA  | Sophie Villeneuve    | 42:41,3    |
| 10    | NOR  | Anita Moen           | 42:42,9    |
|       |      |                      |            |
| 21    | SUI  | Sylvia Honegger      | 44:41,9    |
| 30    | SUI  | Barbara Mettler      | 45:26,9    |
| 38    | SUI  | Brigitte Albrecht    | 46:11,9    |

Datum: 13. Februar, 10:00 Uhr 

Höhenunterschied: 166 m; Maximalanstieg: 65 m; Totalanstieg: 563 m 

54 Teilnehmerinnen aus 19 Ländern, davon 53 in der Wertung.

### 30 km klassisch
| Platz | Land | Sportlerin              | Zeit (h)  |
| ----- | ---- | ----------------------- | --------- |
| 1     | ITA  | Manuela Di Centa        | 1:25:41,6 |
| 2     | NOR  | Marit Wold              | 1:25:57,8 |
| 3     | FIN  | Marja-Liisa Kirvesniemi | 1:26:13,6 |
| 4     | NOR  | Trude Dybendahl         | 1:26:52,6 |
| 5     | RUS  | Ljubow Jegorowa         | 1:26:54,6 |
| 6     | RUS  | Jelena Välbe            | 1:26:54,8 |
| 7     | NOR  | Inger Helene Nybråten   | 1:27:11,2 |
| 8     | FIN  | Marjut Rolig            | 1:27:51,4 |
| 9     | RUS  | Swetlana Nageikina      | 1:27:57,2 |
| 10    | NOR  | Anita Moen              | 1:28:18,1 |
|       |      |                         |           |
| 19    | SUI  | Sylvia Honegger         | 1:31:11,6 |
| 33    | SUI  | Silke Schwager          | 1:34:07,4 |
| 37    | SUI  | Brigitte Albrecht       | 1:34:55,3 |
| 41    | SUI  | Barbara Mettler         | 1:36:40,8 |

Datum: 24. Februar, 12:30 Uhr 

Höhenunterschied: 166 m; Maximalanstieg: 63 m; Totalanstieg: 1064 m 

53 Teilnehmerinnen aus 19 Ländern, davon 51 in der Wertung.

### 4 × 5 km Staffel
| Platz | Land | Sportlerinnen                                                                   | Zeit (min) |
| ----- | ---- | ------------------------------------------------------------------------------- | ---------- |
| 1     | RUS  | Jelena Välbe Larissa Lasutina Nina Gawriljuk Ljubow Jegorowa                    | 57:12,5    |
| 2     | NOR  | Trude Dybendahl Inger Helene Nybråten Elin Nilsen Anita Moen                    | 57:42,6    |
| 3     | ITA  | Bice Vanzetta Manuela Di Centa Gabriella Paruzzi Stefania Belmondo              | 58:42,6    |
| 4     | FIN  | Pirkko Määttä Marja-Liisa Kirvesniemi Merja Lahtinen Marjut Rolig               | 59:15,9    |
| 5     | SUI  | Sylvia Honegger Silke Braun-Schwager Barbara Mettler Brigitte Albrecht          | 60:05,1    |
| 6     | SWE  | Anna Frithioff Marie-Helene Östlund Anna-Lena Fritzon Antonina Ordina           | 60:05,8    |
| 7     | SVK  | Ľubomíra Balážová Jaroslava Bukvajová Tatiana Kutlíková Alžbeta Havrančíková    | 61:00,2    |
| 8     | POL  | Mićhalina Maciuszek Małgorzata Ruchała Dorota Kwaśny Bernadeta Bocek-Piotrowska | 61:13,2    |

Datum: 21. Februar, 10:30 Uhr 

Höhenunterschied: 66 m (Loipen A und B)

Totalanstieg: 199 m (Loipe A), 210 m (Loipe B)

Maximalanstieg: 45 m (Loipen A und B) 

14 Staffeln am Start, alle in der Wertung.
Jeweils die ersten beiden Läuferinnen absolvierten ihr Teilstück im klassischen Stil (Loipe A), die beiden anderen jeweils im freien Stil (Loipe B).

## Skispringen

### Normalschanze
| Platz | Land | Sportler           | Weiten (m)    | Punkte |
| ----- | ---- | ------------------ | ------------- | ------ |
| 1     | NOR  | Espen Bredesen     | 100,5 / 104,0 | 282,0  |
| 2     | NOR  | Lasse Ottesen      | 102,5 / 098,0 | 268,0  |
| 3     | GER  | Dieter Thoma       | 098,5 / 102,0 | 260,5  |
| 4     | GER  | Jens Weißflog      | 098,0 / 096,5 | 260,0  |
| 5     | JPN  | Noriaki Kasai      | 098,0 / 093,0 | 259,0  |
| 6     | FIN  | Jani Soininen      | 095,0 / 100,5 | 258,5  |
| 7     | AUT  | Andreas Goldberger | 098,0 / 093,5 | 258,0  |
| 8     | JPN  | Jin’ya Nishikata   | 099,0 / 094,0 | 253,0  |
| 9     | JPN  | Takanobu Okabe     | 095,0 / 095,5 | 252,0  |
| 10    | AUT  | Christian Moser    | 092,0 / 095,0 | 246,0  |
| 11    | GER  | Gerd Siegmund      | 094,5 / 092,0 | 243,0  |
| 12    | AUT  | Stefan Horngacher  | 094,5 / 094,5 | 242,5  |
|       |      |                    |               |        |
| 18    | GER  | Christof Duffner   | 088,5 / 092,5 | 229,5  |
| 25    | AUT  | Heinz Kuttin       | 094,0 / 079,5 | 213,0  |
| 25    | SUI  | Sylvain Freiholz   | 089,5 / 082,0 | 213,0  |
| 40    | SUI  | Martin Trunz       | 088,5 / 068,5 | 175,0  |

Datum: 25. Februar, 12:30 Uhr 

Lysgårdsbakken; K-Punkt: 90 m 

58 Teilnehmer aus 19 Ländern, davon 56 in der Wertung.

### Großschanze
| Platz | Land | Sportler           | Weiten (m)    | Punkte |
| ----- | ---- | ------------------ | ------------- | ------ |
| 1     | GER  | Jens Weißflog      | 129,5 / 133,0 | 274,5  |
| 2     | NOR  | Espen Bredesen     | 135,5 / 122,0 | 266,5  |
| 3     | AUT  | Andreas Goldberger | 128,5 / 121,5 | 255,0  |
| 4     | JPN  | Takanobu Okabe     | 117,0 / 128,0 | 243,5  |
| 5     | FIN  | Jani Soininen      | 117,0 / 122,5 | 231,1  |
| 6     | NOR  | Lasse Ottesen      | 117,0 / 120,0 | 226,6  |
| 7     | CZE  | Jaroslav Sakala    | 117,5 / 115,0 | 222,0  |
| 8     | JPN  | Jin’ya Nishikata   | 123,5 / 110,0 | 218,3  |
| 9     | SLO  | Robert Meglič      | 122,0 / 113,0 | 217,5  |
| 10    | FRA  | Didier Mollard     | 121,5 / 109,5 | 213,3  |
| 11    | GER  | Christof Duffner   | 122,5 / 107,5 | 213,0  |
| 12    | AUT  | Heinz Kuttin       | 113,0 / 112,5 | 207,4  |
|       |      |                    |               |        |
| 15    | GER  | Dieter Thoma       | 112,5 / 106,5 | 192,7  |
| 19    | AUT  | Stefan Horngacher  | 107,5 / 105,0 | 181,5  |
| 24    | GER  | Hansjörg Jäkle     | 109,0 / 099,5 | 169,8  |
| 26    | AUT  | Christian Moser    | 103,5 / 099,0 | 160,5  |
| 36    | SUI  | Sylvain Freiholz   | 097,0 / 091,5 | 134,3  |
| 51    | SUI  | Martin Trunz       | 077,0 / 089,0 | 084,3  |

Datum: 20. Februar, 13:00 Uhr 

Lysgårdsbakken; K-Punkt: 120 m 

58 Teilnehmer aus 19 Ländern, davon 56 in der Wertung.
Weißflog gewann zehn Jahre nach seinem Sieg auf der olympischen Normalschanze von Sarajevo 1984 erneut olympisches Einzelgold.

### Mannschaftsspringen
| Platz | Land / Sportler                                                              | Weiten (m)                                              | Punkte                        |
| ----- | ---------------------------------------------------------------------------- | ------------------------------------------------------- | ----------------------------- |
| 1     | Deutschland Hansjörg Jäkle Christof Duffner Dieter Thoma Jens Weißflog       | 117,0 / 124,0 119,5 / 108,0 126,0 / 128,5 131,0 / 135,5 | 970,1 231,8 206,5 254,1 277,7 |
| 2     | Japan Jin’ya Nishikata Takanobu Okabe Noriaki Kasai Masahiko Harada          | 118,0 / 135,0 124,5 / 133,0 128,0 / 120,0 122,0 / 097,5 | 956,9 254,4 262,0 248,9 191,6 |
| 3     | Österreich Heinz Kuttin Christian Moser Stefan Horngacher Andreas Goldberger | 115,0 / 117,5 122,5 / 105,0 124,0 / 120,5 123,5 / 127,5 | 918,9 218,5 209,5 236,6 254,3 |
| 4     | Norwegen Øyvind Berg Lasse Ottesen Roar Ljøkelsøy Espen Bredesen             | 115,5 / 121,0 119,0 / 124,5 116,5 / 099,5 124,5 / 127,0 | 898,8 215,5 239,8 185,8 257,7 |
| 5     | Finnland Raimo Ylipulli Janne Väätäinen Janne Ahonen Jani Soininen           | 113,0 / 126,5 116,0 / 114,0 119,5 / 111,0 120,0 / 120,0 | 889,5 231,6 212,0 214,9 231,0 |
| 6     | Frankreich Steve Delaup Nicolas Jean-Prost Nicolas Dessum Didier Mollard     | 106,0 / 118,0 122,5 / 112,5 114,0 / 111,5 111,5 / 108,5 | 822,1 203,2 224,0 202,4 192,5 |
| 7     | Tschechien Ladislav Dluhoš Zbyněk Krompolc Jiří Parma Jaroslav Sakala        | 109,0 / 114,5 117,5 / 118,0 107,0 / 102,5 114,5 / 111,0 | 800,7 199,8 221,9 175,1 203,9 |
| 8     | Italien Ivo Pertile Andrea Cecon Roberto Cecon Ivan Lunardi                  | 109,5 / 114,0 108,0 / 098,0 125,0 / 119,0 111,0 / 106,5 | 782,3 199,8 157,8 236,2 188,5 |

Datum: 22. Februar, 12:30 Uhr 

Lysgårdsbakken; K-Punkt: 120 m 

12 Teams am Start, alle in der Wertung.
Der Mannschaftswettbewerb auf der Großschanze endete dramatisch: Die japanische Mannschaft führte vor dem letzten Springer mit großem Vorsprung vor Deutschland. Schlussspringer Masahiko Harada, der im ersten Durchgang 122 m erreicht hatte, benötigte für den Sieg Japans eine Weite von nur 105 m. Nach einem völlig misslungenen Sprung landete er jedoch bei nur 97,5 m, womit Japan die sicher geglaubte Goldmedaille an Deutschland verlor.

## Nordische Kombination

### Einzel
| Platz | Land | Sportler            | Punkte im Springen | Zeit (m) |
| ----- | ---- | ------------------- | ------------------ | -------- |
| 1     | NOR  | Fred Børre Lundberg | 247,0 0(1.)        | 39:07,8  |
| 2     | JPN  | Takanori Kōno       | 239,5 0(4.)        | 40:25,3  |
| 3     | NOR  | Bjarte Engen Vik    | 240,5 0(3.)        | 40:27,2  |
| 4     | JPN  | Kenji Ogiwara       | 231,0 0(6.)        | 41:17,7  |
| 5     | EST  | Ago Markvardt       | 243,5 0(2.)        | 41:50,8  |
| 6     | SUI  | Hippolyt Kempf      | 216,5 0(9.)        | 42:53,2  |
| 7     | SUI  | Jean-Yves Cuendet   | 222,0 0(7.)        | 43:04,5  |
| 8     | NOR  | Trond Einar Elden   | 201,5 (17.)        | 43:10,7  |
| 9     | FRA  | Sylvain Guillaume   | 202,0 (16.)        | 43:18,4  |
| 10    | JPN  | Masashi Abe         | 207,0 (14.)        | 43:22,7  |
|       |      |                     |                    |          |
| 15    | SUI  | Andreas Schaad      | 198,0 (20.)        | 45:05,1  |
| 22    | GER  | Thomas Abratis      | 194,0 (25.)        | 46:48,7  |
| 23    | GER  | Thomas Dufter       | 197,5 (22.)        | 46:48,8  |
| 27    | AUT  | Mario Stecher       | 211,0 (11.)        | 47:09,2  |
| 35    | GER  | Roland Braun        | 209,0 (12.)        | 47:30,0  |
| 37    | AUT  | Felix Gottwald      | 190,5 (32.)        | 47:43,1  |
| 40    | AUT  | Georg Riedlsperger  | 193,0 (26.)        | 49:00,2  |
| 41    | AUT  | Robert Stadelmann   | 190,5 (33.)        | 49:24,6  |
| 42    | GER  | Falk Schwaar        | 168,5 (44.)        | 49:36,8  |
| 46    | SUI  | Markus Wüst         | 167,6 (46.)        | 52:25,7  |

Skispringen: 18. Februar, 12:30 Uhr 

Lysgårdsbakken; K-Punkt: 90 m
Langlauf 15 km Freistil: 19. Februar, 10:30 Uhr 

Höhenunterschied: 66 m; Maximalanstieg: 45 m; Totalanstieg: 550 m 

53 Teilnehmer aus 16 Ländern, alle in der Wertung.

### Mannschaft
| Platz | Land | Sportler                                               | Punkte im Springen | Zeit (h)  |
| ----- | ---- | ------------------------------------------------------ | ------------------ | --------- |
| 1     | JPN  | Masashi Abe Takanori Kōno Kenji Ogiwara                | 733,5              | 1:22:51,8 |
| 2     | NOR  | Bjarte Engen Vik Knut Tore Apeland Fred Børre Lundberg | 672,0              | 1:27:40,9 |
| 3     | SUI  | Jean-Yves Cuendet Andreas Schaad Hippolyt Kempf        | 643,5              | 1:30:39,9 |
| 4     | EST  | Magnar Freimuth Allar Levandi Ago Markvardt            | 619,0              | 1:22:51,8 |
| 5     | CZE  | Milan Kučera Zbyněk Pánek František Maka               | 609,0              | 1:22:51,8 |
| 6     | FRA  | Stéphane Michon Fabrice Guy Sylvain Guillaume          | 557,5              | 1:22:51,8 |
| 7     | USA  | John Jarrett Todd Lodwick Ryan Heckman                 | 602,0              | 1:22:51,8 |
| 8     | FIN  | Topi Sarparanta Jari Mantila Tapio Nurmela             | 592,0              | 1:22:51,8 |
| 9     | AUT  | Georg Riedlsperger Mario Stecher Felix Gottwald        | 609,0              | 1:22:51,8 |
| 10    | GER  | Thomas Dufter Roland Braun Thomas Abratis              | 595,0              | 1:22:51,8 |

Skispringen: 23. Februar, 11:30 Uhr 

Lysgårdsbakken; K-Punkt: 90 m
Langlauf 3 × 15 km Freistil: Datum: 24. Februar, 10:00 Uhr 

Höhenunterschied: 66 m; Maximalanstieg: 45 m; Totalanstieg: 398 m 

12 Teams am Start, alle in der Wrtung.